# Neosymydobius rumorosensis
Neosymydobius rumorosensis är en insektsart. Neosymydobius rumorosensis ingår i släktet Neosymydobius och familjen långrörsbladlöss. Inga underarter finns listade i Catalogue of Life.